# Каспер Твардовський
Каспер Твардовський (пол. Kasper Twardowski, * бл. 1592 —†бл. 1641) — польський поет, представник бароко.

## Життєпис
Походив з міщанського роду Твардовських. Народився у м. Самбір близько ]]1592]] року, рано втратив батьків. Замолоду навчався у Краківській академій (сучасний Яґеллонський університет). Згодом брав участь у польсько-шведській війні 1610–1611 років. Після цього знаходився при дворі різних магнатів у Кракові. Після хвороби приблизно 1618 року все більше схиляється до релігійного містицизму. Входить до братства єзуїтів — Конгрегація Успіння Пресвятої Діви Марії.
1629 року перебирається до Львова, де увесь час присвячує творчості. Водночас остаточно схиляється на бік Контрреформації. Помирає близько 1641 року.

## Творчість
Замолоду виявив хист до поезії. 1617 року випускає поему «Купідонові уроки», де оспівується кохання у дусі відродження. Ця поема складалася з 12 частин. Втім відразу підпала під заборону краківського єпископа Мартина Шишковського.
Після навернення до єзуїтів 1618 року випускає поему «Судно молоді, що прямує до берега» — алегорія щодо свого повернення до побожності. 1623 року виходить збірка колядок, щедрівок та різдвяних пісень Каспера Твардовського. Проблеми своєї батьківщини автор бачив у відході від католицизму («Бич Божий, або криваві сльози скорботної Матері Ойчизни Польської» 1625 року, «Удар Густава, який в здоровому глузді. Підйом скорботної Батьківщини» 1629 року)
З часом релігійність у творчості Твардовського посилювалася. 1628 року випускає велику поему «Факел Божої любові».

## Праці
- Biy Gustawa kto dobry - Львів, друкарня Шеліги, 1629
- Bylica swiętojanska - Львів, друкарня Шеліги, 1630
- Gęś św. Marcina albo pierwsza kolenda na szczęśliwe zaczęcie nowoprzyszłego roku - Львів, друкарня Шеліги, 1630
- Katafalk Alexandrowi z Ostroga X.Zaslawskiemu woiewodzie kijowskiemu - Львів, друкарня Шеліги, 1630
- Kolebka Jezusowa - Львів, друкарня Я.Шеліги, близько 1630
- Naiaśnieyszey Constantiey królowey polskiey ruskiey... obchód nieożałowaney śmierci - Львів, друкарня Шеліги, 1631